# Patinatge artístic als Jocs Olímpics d'hivern de 1992 - Dansa
Als Jocs Olímpics d'Hivern de 1992 celebrats a la ciutat d'Albertville (França) es disputà una prova de patinatge artístic sobre gel en categoria mixta en la modalitat de dansa que formà part del programa oficial dels Jocs.
La competició se celebrà entre els dies 14 i 17 de febrer de 1992 a les instal·lacions del Halle Olympique, situat al costat del Théâtre des Cérémonies.

## Comitès participants
Hi participaren un total de 38 patindors de 12 comitès nacionals diferents.
| - Canadà (2) - Corea del Nord (2) - Equip Unificat (6) - Estats Units (4) - Finlàndia (2) - França (6) |  | - Hongria (4) - Itàlia (4) - Lituània (2) - Regne Unit (2) - Txecoslovàquia (2) - R.P. de la Xina (2) |

## Resum de medalles
| Or                                                | Argent                                     | Bronze                                     |
| Equip Unificat Marina Klímova Serguei Ponomarenko | França Isabelle Duchesnay · Paul Duchesnay | Equip Unificat Maia Ússova Aleksandr Julin |

## Resultats
| 1  | Marina Klimova / Sergei Ponomarenko     | Equip Unificat  | 1  | 1  | 1  | 1  | 2.0  |
| 2  | Isabelle Duchesnay / Paul Duchesnay     | França          | 3  | 3  | 2  | 2  | 4.4  |
| 3  | Maya Usova / Alexander Zhulin           | Equip Unificat  | 2  | 2  | 3  | 3  | 5.6  |
| 4  | Pasha Grishuk / Evgeni Platov           | Equip Unificat  | 4  | 4  | 4  | 4  | 8.0  |
| 5  | Stefania Calegari / Pasquale Camerlengo | Itàlia          | 5  | 5  | 5  | 5  | 10.0 |
| 6  | Susanna Rahkamo / Petri Kokko           | Finlàndia       | 7  | 7  | 6  | 6  | 12.4 |
| 7  | Klára Engi / Attila Tóth                | Hongria         | 6  | 6  | 7  | 7  | 13.6 |
| 8  | Dominique Yvon / Frédéric Palluel       | França          | 8  | 8  | 9  | 8  | 16.6 |
| 9  | Sophie Moniotte / Pascal Lavanchy       | França          | 9  | 9  | 8  | 9  | 17.4 |
| 10 | Katerina Mrazova / Martin Simecek       | Txecoslovàquia  | 12 | 11 | 10 | 10 | 20.6 |
| 11 | April Sargent-Thomas / Russ Witherby    | Estats Units    | 10 | 10 | 11 | 11 | 21.6 |
| 12 | Jacqueline Petr / Mark Janoschak        | Canadà          | 11 | 12 | 12 | 13 | 24.8 |
| 13 | Anna Croci / Luca Mantovani             | Itàlia          | 13 | 13 | 13 | 12 | 25.0 |
| 14 | Regina Woodward / Csaba Szentpetery     | Hongria         | 13 | 15 | 15 | 14 | 29.0 |
| 15 | Rachel Mayer / Peter Breen              | Estats Units    | 14 | 14 | 14 | 15 | 29.0 |
| 16 | Margarita Drobiazko / Povilas Vanagas   | Lituània        | 17 | 17 | 17 | 16 | 33.0 |
| 17 | Melanie Bruce / Andrew Place            | Regne Unit      | 16 | 16 | 16 | 17 | 33.0 |
| 18 | Bing Han / Hui Yang                     | R.P. de la Xina | 18 | 18 | 18 | 18 | 36.0 |
| 19 | Gwang Ho Ryu / Un Sil Pak               | Corea del Nord  | 19 | 19 | 19 | 19 | 38.0 |